# Gerald H. Haug

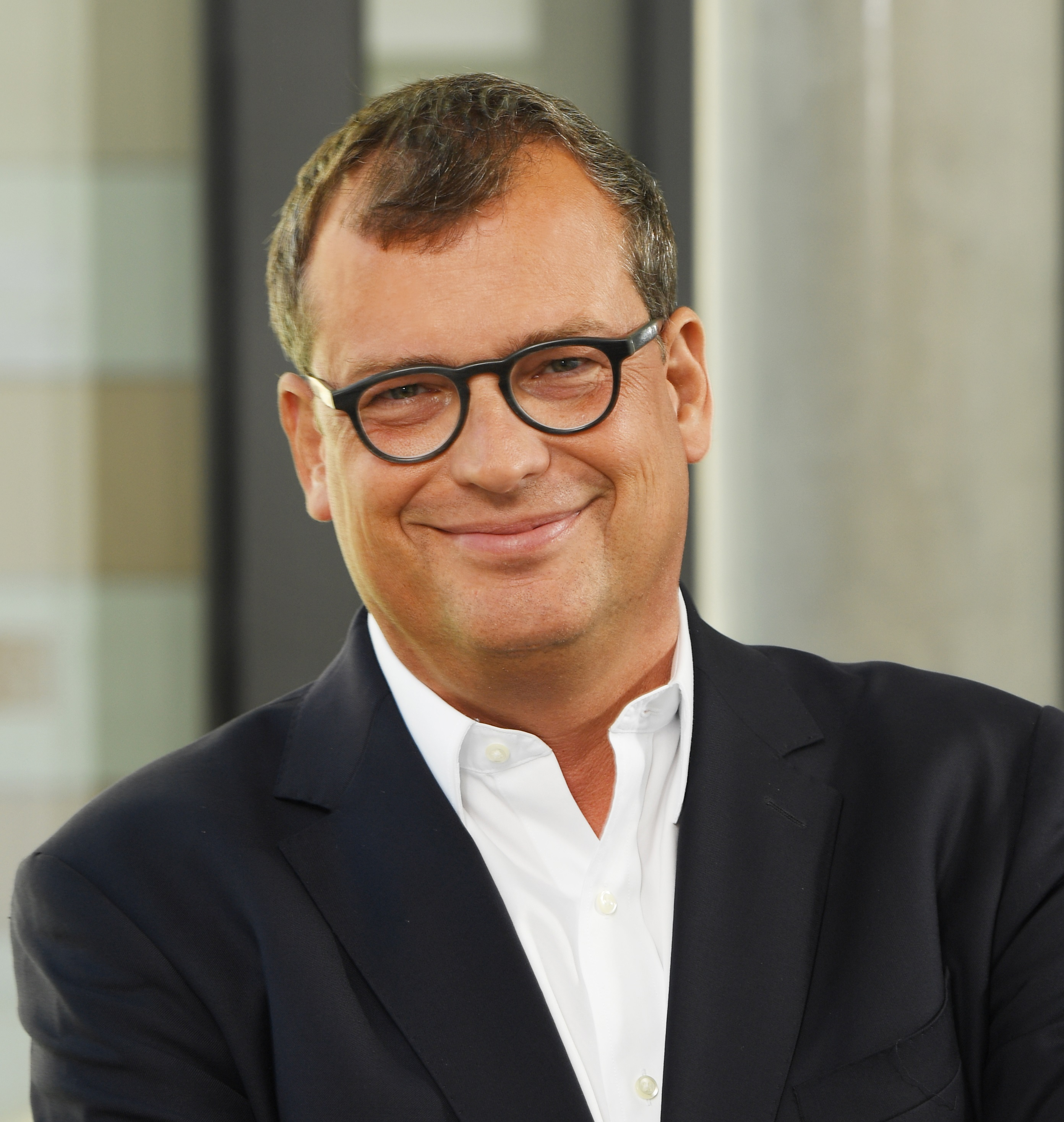
Gerald H. Haug (2019)

Gerald H. Haug (* 14. April 1968 in Karlsruhe) ist ein deutscher Paläoklimatologe, Gottfried-Wilhelm-Leibniz-Preis-Preisträger und seit 2007 Professor an der ETH Zürich, der sich auf die Untersuchung von Sedimentkernen aus Ozeanen und Seen spezialisiert hat. Seit 2015 ist Gerald Haug Direktor der Abteilung Klimageochemie und Wissenschaftliches Mitglied am Max-Planck-Institut für Chemie in Mainz. Von März 2020 bis Februar 2025 war er Präsident der Deutschen Akademie der Naturforscher Leopoldina.

## Biographie

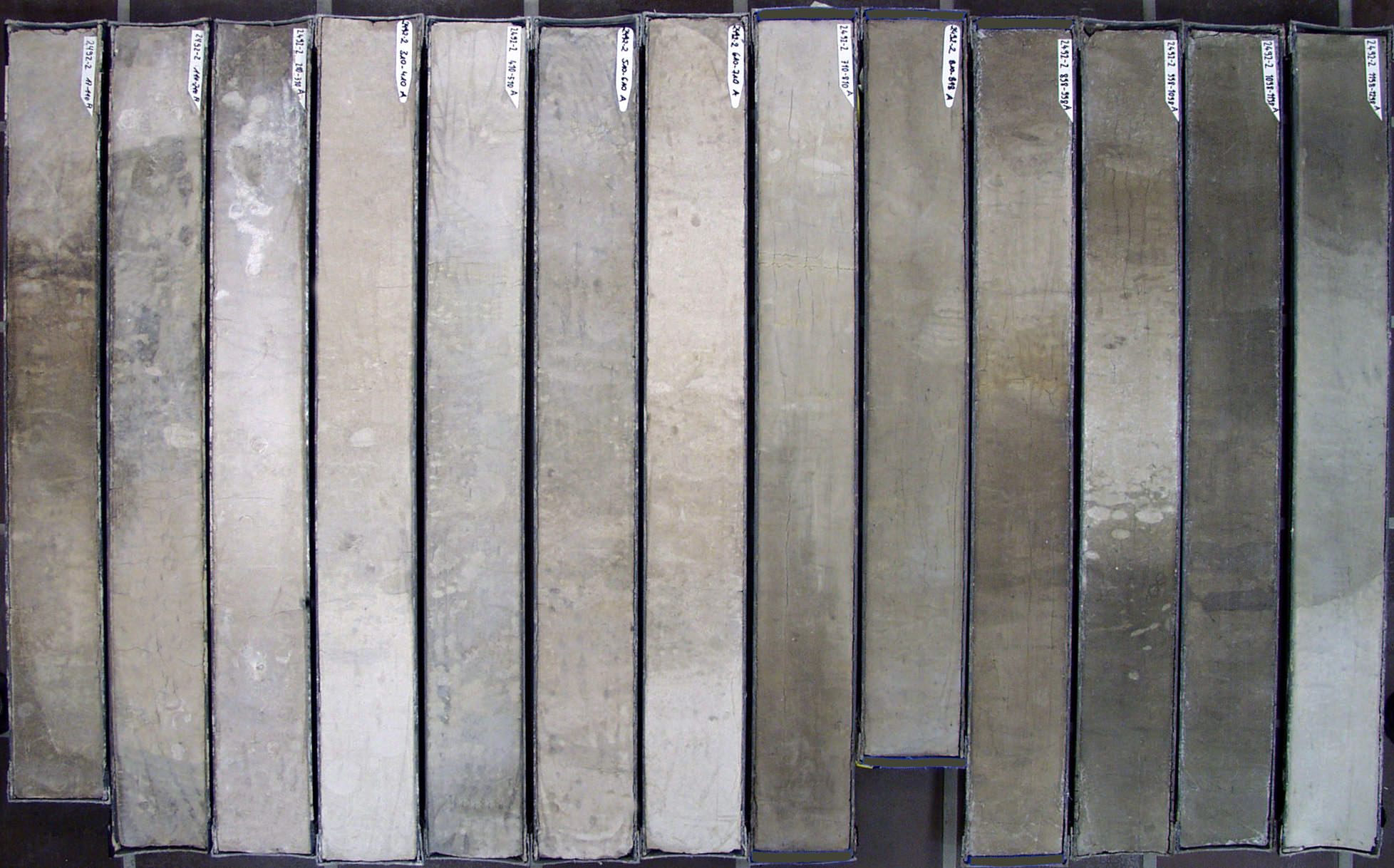
Sedimentkern aus dem Südatlantik mit abwechselnd dunklen und hellen Bereichen, welche die Klimazyklen des Quartär widerspiegeln.

Vergleich verschiedener wissenschaftlicher Konzepte in der historischen Klimatologie am Beispiel des Mittelalters

Gerald Haug legte sein Diplom in Geologie am Karlsruher Institut für Technologie 1992 ab und promovierte 1995 an der Universität Kiel. 1995–1996 war er Postdoktorand am GEOMAR, Helmholtz-Zentrum für Ozeanforschung Kiel. 1996–1997 war er Postdoktorand in der Abteilung für Ozeanografie an der University of British Columbia in Vancouver, Canada. Anschließend verbrachte er ein Jahr als Postdoktorand an der Woods Hole Oceanographic Institution in Massachusetts, USA, und wurde anschließend (1997–1998) Research Assistant Professor an der University of Southern California in Los Angeles, USA. 2000–2002 arbeitete er als Oberassistent an der ETH Zürich und habilitierte dort in den Geowissenschaften (2002).
2003 wurde er Professor an der Universität Potsdam und Leiter der Abteilung Klimadynamik und Sedimente am Deutschen GeoForschungsZentrum. Im Jahr 2007 erhielt er den mit 2,5 Millionen Euro dotierten Gottfried-Wilhelm-Leibniz-Preis und wurde zum Professor für Klimageologie an die ETH Zürich berufen. Seit 2008 ist er Mitglied der Academia Europaea. Im Jahr 2012 wurde er zum Mitglied der Leopoldina gewählt, 2018 in die Akademie der Wissenschaften und der Literatur Mainz.
Besonderes Medienecho fand sein Nachweis historischer Dürreperioden aus Untersuchungen von Sedimenten vor der Küste Venezuelas. Mehrere langanhaltende Trockenperioden in den Jahren 810 bis 910 führten nach Haug mit zum Fall der Hochkultur der Maya. Abgeschwächte Monsunzeiten könnten demnach auch den Untergang mehrerer chinesischer Dynastien wie etwa der Tang-Dynastie erklären.
Im Zusammenhang mit seinem Wechsel an die ETH Zürich äußerte Haug sich kritisch über die deutsche Forschungslandschaft, die er in einem Widerstreit zwischen wissenschaftlicher Freiheit und Forschungsbürokratie sieht. Haug kritisierte dabei „typisch deutschen Dirigismus“ und eine „irrwitzige Relevanzdebatte“, auf die er einen wesentlichen Teil seiner Arbeitszeit verwenden musste.
Haug ist Unterzeichner einer Protestnote von 2009, in der auf die Gefahren einer Verharmlosung der Klimaveränderung hingewiesen wird.
Am 11. Dezember 2019 wurde Haug zum 27. Präsidenten der Nationalen Akademie der Wissenschaften Leopoldina gewählt. Haug folgte dem Mikrobiologen Jörg Hacker am 1. März 2020 im Amt nach. Im Jahr 2025 endet die Leopoldina-Präsidentschaft von Haug; Nachfolgerin wurde ab 1. März 2025 die Ökonomin Bettina Rockenbach.

## Forschung
Die Abteilung Klimageochemie am Max-Planck-Institut für Chemie befasst sich mit den Prozessen und Interaktionen des Klima-, Ozean- und Atmosphärensystems von geologischen bis hin zu jährlichen Zeitskalen. Das Klimasystem ist charakterisiert durch zahlreiche Rückkopplungsprozesse und Schwellenwerte. Zu diesen internen Rückkopplungen gehören Änderungen in den Wechselwirkungen zwischen Ozean und Atmosphäre, der Wärmetransport des Ozeans, das ozeanische Nährstoffreservoir und die biologische Produktivität, die große Auswirkungen auf die atmosphärische Treibhausgaskonzentration hat. Von besonderem Interesse ist das Känozoikum, also die letzten 65 Millionen Jahre, einschließlich der Pliozänen Warmzeit vor rund drei Millionen Jahren. Letztere ist das jüngste Erdzeitalter, in dem der CO2-Gehalt der Atmosphäre 400 ppm (Teilchen pro einer Million Teilchen) betrug – der gleiche Wert, der heute aufgrund von menschgemachten CO2-Emissionen vorliegt.
Ein weiterer Schwerpunkt liegt auf den biogeochemischen Prozessen in den Polarmeeren und ihre Rolle bei der Regulierung der atmosphärischen CO2-Konzentration zwischen Eiszeiten und wärmeren Zeitperioden. Um die Mechanismen und Ursachen für einschneidende Veränderungen der Umweltbedingungen der Erde ermitteln zu können, verwendet die Abteilung verschiedene geochemische Methoden. Die analytische Palette reicht von leichten stabilen Isotopenmessungen an Foraminiferen (einzellige Kleinstlebewesen) bis zur Isotopenanalyse von Biomarkern und Spurenmetallen. Des Weiteren kommen hochauflösende zerstörungsfreie Analysetechniken, wie beispielsweise das XRF-Scannen, zum Einsatz. Die Abteilung untersucht verschiedenste geologische Archive wie Sedimente aus dem offenen Ozean, isolierten Meeresbecken, Süßwasserseen und Tropfsteine.
Seit 2018 betreibt die Arbeitsgruppe die nach Eugen Seibold (1918–2013) benannte Hochseeforschungsyacht Eugen Seibold, um die Wechselwirkungen zwischen Ozean und Atmosphäre zu untersuchen.

## Auszeichnungen
- 2001: Albert Maucher-Preis für Geowissenschaften der Deutschen Forschungsgemeinschaft (DFG)[16][17]
- 2007: Gottfried-Wilhelm-Leibniz-Preis der DFG[18]
- 2010: Rössler-Preis der ETH Zürich[19][20]
- 2012: Mitglied der Nationalen Akademie der Wissenschaften Leopoldina[21]
- 2021: Aufnahme in die Berlin-Brandenburgische Akademie der Wissenschaften[22]
- 2018: Mitglied der Akademie der Wissenschaften und der Literatur Mainz[23]
- 2023: Ehrendoktorwürde der Mathematisch-Technischen und Naturwissenschaftlichen Fakultät der Universität Heidelberg[24]
- 2023: auswärtiges Mitglied (Foreign Member) der Royal Society des Vereinigten Königreichs[25]

## Veröffentlichungen (Auswahl)
- Zur Paläo-Ozeanographie und Sedimentationsgeschichte im Nordwest-Pazifik während der letzten 6 Millionen Jahre (= Geologisch-Paläontologisches Institut und Museum (Kiel), Berichte Nr. 78). (zugleich Dissertation Universität Kiel 1995). Kiel 1996
- mit Ralf Tiedemann: Effect of the formation of the Isthmus of Panama on Atlantic Ocean thermohaline circulation. In: Nature. Vol. 393, 1998, S. 673–676, doi:10.1038/31447 (PDF)
- mit Daniel M. Sigman, Ralf Tiedemann, Thomas F. Pedersen & Michael Sarnthein: Onset of permanent stratification in the subarctic Pacific Ocean. In: Nature. Vol. 401, 1999, S. 779–782, doi:10.1038/44550 (PDF)
- mit Ralf Tiedemann, Rainer Zahn & A. Christina Ravelo: Role of Panama uplift on oceanic freshwater balance. In: Geology. Band 29, Nr. 3, 3. Januar 2001, S. 207–210, doi:10.1130/0091-7613(2001)029<0207:ROPUOO>2.0.CO;2 (ethz.ch [PDF]).
- mit Konrad A. Hughen, Daniel M. Sigman, Larry C. Peterson & Ursula Röhl: Southward Migration of the Intertropical Convergence Zone Through the Holocene. In: Science. Vol. 299, No. 5533, 2001, S. 1304–1308, doi:10.1126/science.1059725 (PDF)
- mit Daniel M. Sigman: The biological pump in the past. In: Henry Elderfield (Hrsg.): Treatise on Geochemistry. Volume 6: The Oceans and Marine Geochemistry. Elsevier, 2003, ISBN 0-08-043744-3 (PDF)
- mit Detlef Günther, Larry C. Peterson, Daniel M. Sigman, Konrad A. Hughen & Beat Aeschlimann: Climate and the Collapse of Maya Civilization. In: Science. Vol. 299, No. 5613, 2003, S. 1731–1735, doi:10.1126/science.1080444 (PDF)
- mit Andrey Ganopolski, Daniel M. Sigman, Antoni Rosell-Mele, George E. A. Swann, Ralf Tiedemann, Samuel L. Jaccard, Jörg Bollmann, Mark A. Maslin, Melanie J. Leng & Geoffrey Eglinton: North Pacific seasonality and the glaciation of North America 2.7 million years ago. In: Nature. Vol. 433, 2005, S. 821–825, doi:10.1038/nature03332 (PDF)